# Jamyang Lodro
Jamyang Lodro (Bhutan, ca. 1985) is een Bhutanees acteur.
Hij groeide op in een Tibetaanse familie in ballingschap. Hij studeerde in een boeddhistische school in het klooster Chökling.
In de film De cup uit 1999 van filmregisseur Khyentse Norbu speelt hij de dertienjarige Arica Orgyen. In 2006 speelde hij Thopaga, ofwel de jonge Milarepa, in de film Milarepa van Neten Chokling.